# Nachrichtenredaktion

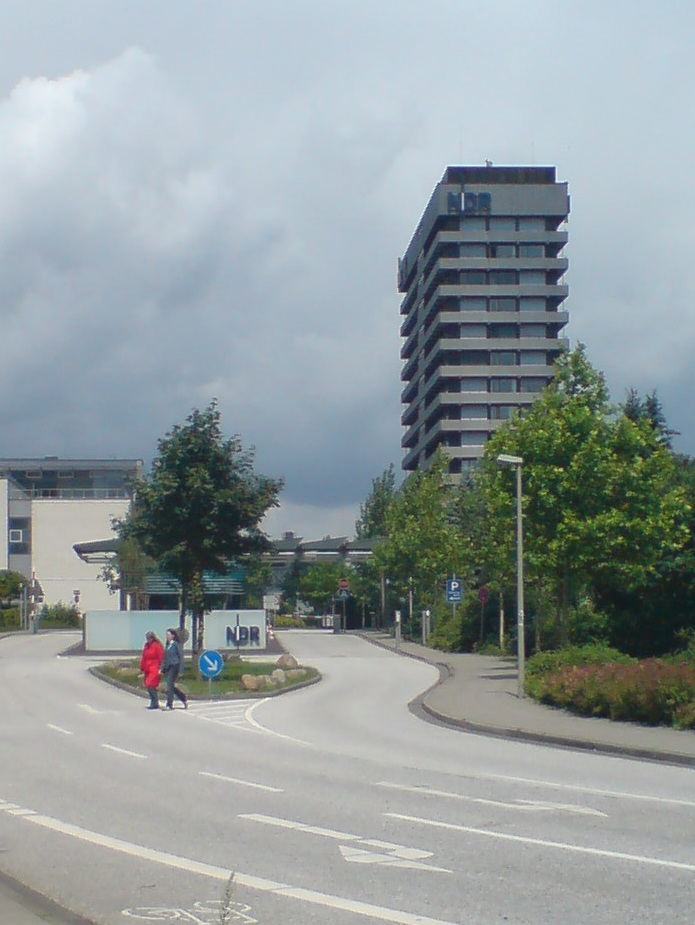
Sitz von ARD-aktuell, die Nachrichtenredaktion der ARD

Nachrichtenredaktion bezeichnet die für Informationsprogramme und Nachrichten zuständige Redaktion, in der die aktuelle Nachrichtenlage erfasst, gewichtet, redaktionell bearbeitet und für die Aussendung in Fernseh- oder Radionachrichten bzw. -magazinen vorproduziert wird. Die dort arbeitenden Redakteure werden auch Nachrichtenmacher genannt. Teilweise führen auch Zeitungs- oder Zeitschriftenverlage den Begriff Nachrichtenredaktion.

## Arbeitsweise
Die Tätigkeit der Nachrichtenredakteure konzentriert sich meist darauf, die Evidenz der eingehenden Informationen zu überprüfen. Es wird also meist kein investigativer Journalismus betrieben, sondern versucht, die tagesaktuelle Relevanz für das Publikum zu erfassen und abzubilden.
Eine Nachrichtenredaktion verfügt über ein nationales wie internationales Netzwerk, um die entsprechenden Informationen zu erhalten. Wichtigster Partner sind die internationalen Nachrichten- und Presseagenturen. Sie liefern fortwährend aktuelle Meldungen und mehrere Stunden Sendematerial.